# Aculepeira travassosi
Aculepeira travassosi là một loài nhện trong họ Araneidae.
Loài này thuộc chi Aculepeira. Aculepeira travassosi được Ilka Maria Fernandes Soares & Hélio Ferraz de Almeida Camargo miêu tả năm 1948.